# Discurso de Robert F. Kennedy sobre el asesinato de Martin Luther King

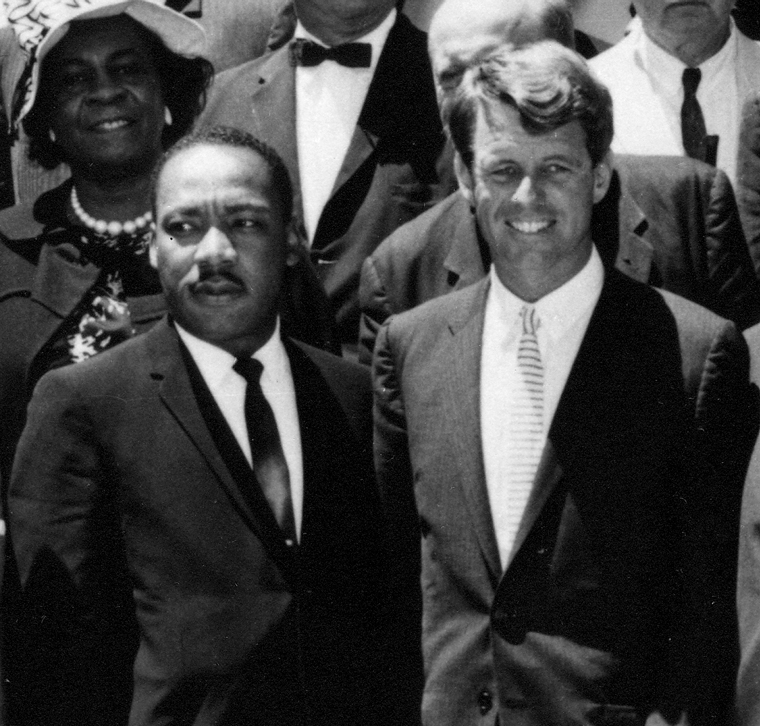
King y Kennedy, cinco años antes del discurso

El discurso sobre el asesinato de Martin Luther King, Jr. de Robert F. Kennedy fue realizado por el Senador por Nueva York Robert F. Kennedy el 4 de abril de 1968. Kennedy se encontraba en campaña para lograr la nominación presidencial del Partido Demócrata de 1968 y había hablado en la Universidad de Notre Dame y la Ball State University ese mismo día. Antes de abordar un avión para volar a Indianapolis para un último discurso en un barrio donde predominaban los hombres de color, se enteró de que le habían disparado a Martin Luther King, Jr., lo que llevó a su secretario de prensa Frank Mankiewicz a sugerirle que le pidiera a la audiencia que rezaran por la familia de King y que les pidiera que siguieran la política de no violencia de King. Se enteraron de King estaba muerto cuando aterrizaron en Indianapolis. 
Tanto Mankiewicz como el escritor de discursos Adam Walinsky habían escrito unos borradores justo antes de que Bob Kennedy se presentara ante la multitud para que las utilizara, pero Kennedy rehusó usar las notas de Walinsky, y en su lugar utilizó lo que al parecer él habría escrito antes de llegar; Mankiewicz llegó justo después de que Kennedy empezara a hablar. Justo antes de llegar donde la multitud el Jefe de Policía de Indianapolis le dijo a Robert F. Kennedy que no podría proveer protección y que debido a lo que quería hablar sería muy peligroso seguir adelante, pero Robert F. Kennedy decidió continuar a pesar de ello. Parado en un podio ubicado en un camión, Robert F. Kennedy habló por exactamente cuatro minutos y cincuenta y siete segundos. Lo notable es que Indianapolis tuvo una noche tranquila a diferencia de otras ciudades norteamericanas de Estados Unidos que fueron sacudidas por el caos, disturbios, vándalos y violencia debido al asesinato del líder pacifista. Indianápolis es la única ciudad de Estados Unidos que no fue afectada por esa violencia gracias al discurso inteligente de Robert F. Kennedy.

## Resumen
Robert F. Kennedy fue el primero en informar a la audiencia presente de la muerte de Martin Luther King, provocando que algunos entre la audiencia gritaran y lloraran. Varios de los ayudantes de Kennedy hasta tuvieron miedo de que la entrega de esta información desembocaría en una revuelta. Una vez la audiencia se hubo calmado, Kennedy reconoció que muchos entre ellos estarían llenos de rabia, especialmente porque se creía que el asesino era un hombre blanco, y que él sintió lo mismo cuando su hermano John F. Kennedy fue asesinado. Estas afirmaciones sorprendieron a los ayudantes de Kennedy, que nunca lo habían escuchado hablar de la muerte de John Kennedy. Kennedy siguiò diciendo que el país tenía que hacer un esfuerzo para "superar estos tiempos bastante difíciles", luego citó un poema del poeta griego Esquilo. Para concluir Kennedy dijo que el país necesitaba y quería la unidad entre negros y blancos, y citó una vez más a los antiguos griegos.

## Película
Un documental sobre el discurso y los eventos que lo rodearon, titulado A Ripple of Hope, fue producido por Covenant Productions at Anderson University para la primavera de 2008. Incluye entrevistas a quienes trabajaron con Kennedy y a personas de la audiencia.

## Texto traducido
Damas y Caballeros  
Esta tarde solo voy a hablar un minuto con ustedes porque tengo...
Tengo noticias muy tristes para todos ustedes, y creo que igualmente son noticias tristes para todos nuestros conciudadanos, y para las personas que aman la paz en todo el mundo, y es que Martin Luther King recibió un disparo y fue asesinado esta noche en Memphis, Tennessee.
Martin Luther King dedicó su vida al amor y la justicia entre los seres humanos. Él murió a causa de ese esfuerzo. En este día difícil, en este momento difícil para los Estados Unidos, tal vez esté bien preguntar que clase de nación somos y en que dirección nos queremos embarcar.
Para aquellos entre ustedes que son  de raza negra, el estudio de las pruebas hace evidente que personas blancas fueron las responsables. Puede que esto les llene de amargura, y de odio, y de un deseo de venganza.
Podríamos movernos en esa dirección como nación, hacia una polarización mayor - personas negras con los negros, y blancos con los blancos, llenos de odio unos contra otros. O podríamos hacer un esfuerzo, como  hizo Martin Luther King, para entender y para comprender, y sustituir esa violencia, esa mancha de sangre que se ha extendido a lo largo de nuestra tierra, haciendo un esfuerzo para entender, para compadecer y para amar.
Para aquellos entre ustedes que son negros y están tentados a llenarse con odio y desconfianza, por la injusticia de semejante acto, en contra de todas las personas blancas, yo solo les diría que en mi propio corazón también puedo sentir la misma clase de sentimiento.
Yo tuve un miembro de mi familia asesinado, pero él fue asesinado por un hombre blanco.
Necesitamos hacer un esfuerzo en los Estados Unidos, necesitamos hacer un esfuerzo para comprender y para ir más allá en estos tiempos difíciles.
Mi poema favorito... mi poeta favorito era Esquilo; y el una vez escribió:
Incluso en nuestros sueños hay dolores que no se puede olvidar 
caen gota a gota sobre el corazón, 
hasta que, en nuestra propia desesperación, 
en contra de nuestra voluntad, 
viene la sabiduría 
por la terrible gracia de Dios.
Lo que necesitamos en los Estados Unidos no es la división; lo que necesitamos en los Estados Unidos no es odio; lo que necesitamos en los Estados Unidos no es violencia o anarquía, sino el amor, la sabiduría, y la compasión unos con otros, y un sentimiento de justicia hacia aquellos que aun sufren dentro de nuestra nación, ya sean blancos o negros.
Así que les pido que esta noche vuelvan a casa, para orar por la familia de Martin Luther King, pero aún más importante, para orar por nuestro propio país, al cual todos amamos; una oración por la comprensión y la compasión de la cual hablaba.
Podemos hacerlo bien en este país. Tendremos tiempos difíciles. Hemos tenido tiempos difíciles en el pasado. Y tendremos tiempos difíciles en el futuro. Esto no es el fin de la violencia; no es el fin de la anarquía. Y esto no es el fin del desorden.
Pero la vasta mayoría de las personas blancas y la vasta mayoría de las personas negras de este país quieren vivir juntos, quieren mejorar la calidad de nuestras vidas, y quieren justicia para todos los seres humanos que abriga nuestra tierra.
Dediquémonos a lo que los griegos escribieron hace tantos años: A dominar el salvajismo del hombre y hacer apacible la vida de este mundo. Hagamos eso y oremos por nuestro país y por nuestro pueblo.
Muchas Gracias.